# 4329 Miró
A 4329 Miró a Naprendszer kisbolygóövében található aszteroida. Laurence G. Taff fedezte fel 1982. szeptember 22-én.